# Lepidoblepharis duolepis
Espèce
Statut de conservation UICN

 LC  : Préoccupation mineure
Lepidoblepharis duolepis est une espèce de geckos de la famille des Sphaerodactylidae.

## Répartition
Cette espèce est endémique de Colombie. Elle se rencontre dans les départements de Valle del Cauca et d'Antioquia. Elle vit entre 1 200 et 2 000 m d'altitude. On la trouve sous les rochers et dans la litière de feuilles de la forêt tropicale humide de montagne.

## Description
C'est un gecko terrestre, diurne et insectivore.

## Publication originale
- Ayala & Castro, 1983 : Dos nuevos gecos (Sauria: Gekkonidae, Sphaerodactylinae) para Colombia: Lepidoblepharis xanthostigma (Noble) y descripcion de una nueva especie. Caldasia, vol. 13, no 65, p. 743-753 (texte intégral).